# Rastafari Federatie Suriname
De Rastafari Federatie Suriname (RFS) is een overkoepelende organisatie van rastafari ordes in Suriname.

## Oprichting
De organisatie werd op 15 december 2018 opgericht. Tijdens de oprichtingsvergadering stelden de leden een verzoekschrift en statuten samen en werd het oprichtingsbestuur gekozen, bestaande uit voorzitter Adolf Kintie, secretaris Gilliano Gezius en penningmeester Saskia Kontino. Hierna werd de aanvraag ingediend met vereniging als rechtsvorm.

## Doelen
Door de vorming van een federatie streven de rastafari's naar de verwezenlijking van gemeenschappelijke doelen, zoals de ontwikkeling van tabernakels voor het ervaren en verkondigen van rastafari-erfgoed. Andere doelen zijn de aanvraag van ten minste 250 hectare grond bij de overheid voor landbouwactiviteiten, uitzendingen via radio en televisie en de opzet van scholen, kinderopvang, een markt, een begraafplaats en een bibliotheek. Ook wil de organisatie dat marihuana wordt gelegaliseerd en in de periode ervoor wordt gedoogd voor religieus gebruik. Op 8 maart 2020 werd voor het eerst een art, craft en foodmarket gehouden.

## Reparatievraagstuk
Een speerpunt van rastafari is het vraagstuk van de reparatie voor slavernij die rastafari's sinds minimaal de jaren 1930 op de agenda hebben staan. Een slogan die sindsdien door rastafari wordt gevoerd is reparations for repatration. De Nationale Reparatie Commissie Suriname (NRCS) ondersteunde in het voorafgaande jaar bij de oprichting van de RFS.

## Surinaamse rastafari
Bekende rastafari in Suriname zijn onder meer Papa Touwtjie (zanger) en Martin Misiedjan (politicus).